# Hòn Bà (Vũng Tàu)
Hòn Bà là một đảo đá nhỏ gần bờ biển của phường 2, thành phố Vũng Tàu, tỉnh Bà Rịa – Vũng Tàu, Việt Nam.
Đảo Hòn Bà cách chân Núi Nhỏ khoảng 220 m, diện tích 5.450 m².
Vào những ngày thủy triều rút, mực nước biển xuống thấp sẽ lộ ra con đường bằng đá nối Hòn Bà với bãi biển Ô Quắn gần chân núi.

## Miếu bà
Trên đảo có một ngôi miếu, gọi là Miếu Bà.

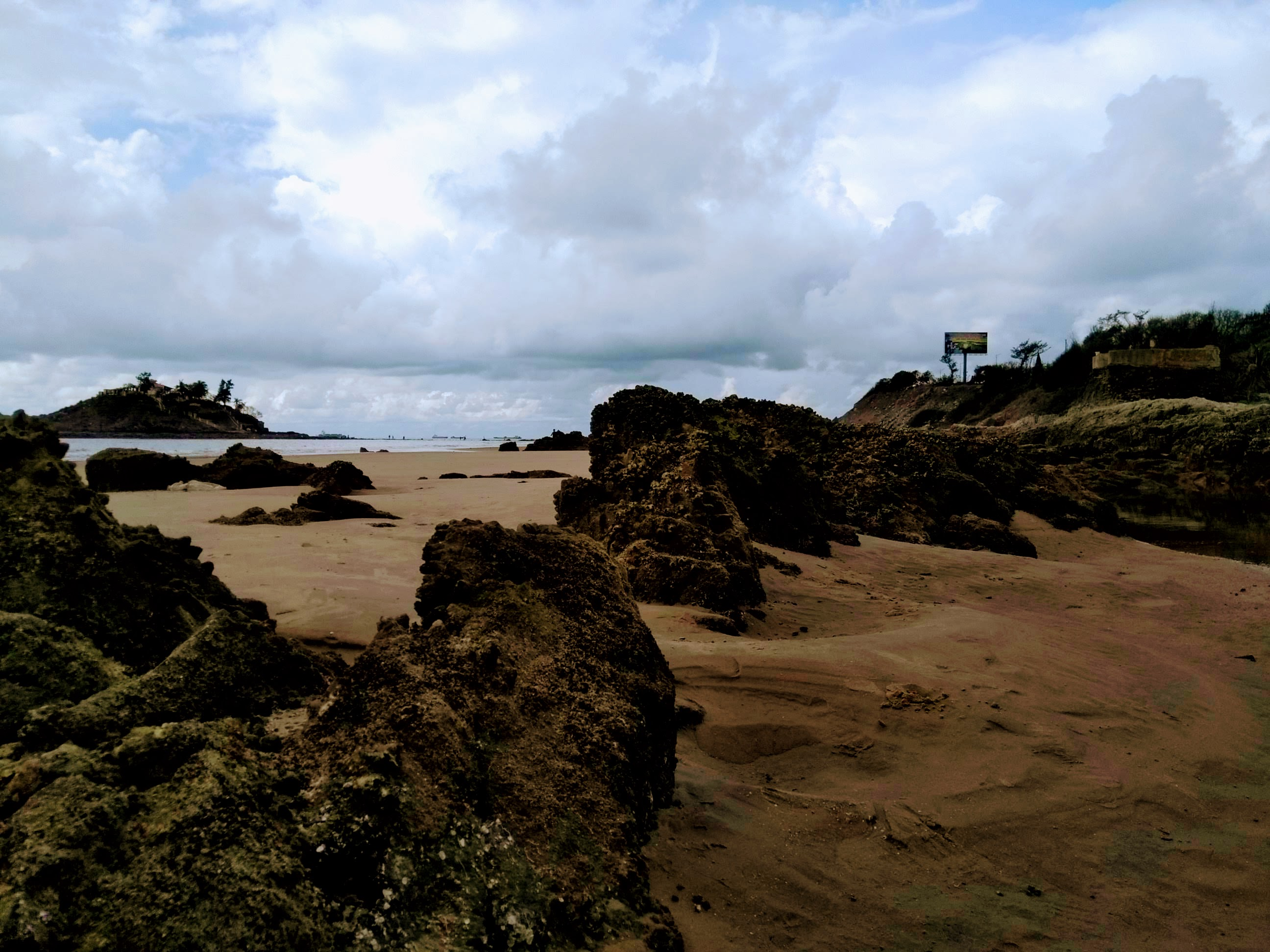
Các tảng đá trên bãi Ô Quắn nhìn ra Hòn Bà phía xa

Miếu do một người miền Trung tên Hồ Quang Minh xây dựng vào năm 1881.
Năm 1939, một sĩ quan người Pháp tên Archinard định bắn bể miếu nhưng không gây thiệt hại gì lớn. Sau đó, viên sĩ quan này bỏ mạng tại đây. Vì vậy, người Pháp gọi hòn đảo là Archinard (Ile Archinard), nhưng dân chúng vẫn gọi là Hòn Bà.
Năm 1971, một người quê Trà Vinh đến Vũng Tàu lập nghiệp đã vận động bà con đóng góp tu sửa miếu đến ngày nay.